# Aleš Hušák
Aleš Hušák (* 27. července 1957 Trutnov) je český právník a manažer, který působil jako generální ředitel společnosti Sazka v letech 1995-2011.

## Život
Vystudoval Právnickou fakultu Univerzity Karlovy a poté od roku 1986 pracoval v podniku Restaurací a jídelen v Praze 4. Později působil ve Státní bance československé a počátkem 90. let 20. století jako obchodní ředitel Výstaviště Praha. V roce 1994 se stal členem představenstva a v roce 1995 ředitelem největší firmy podnikající v Česku v oblasti hazardu – SAZKA a.s.

### StB
Za komunistického režimu podepsal spolupráci s tajnou komunistickou policií – Státní bezpečností. Vystupoval pod krycími jmény „Chapman“ a „Krakonoš.“

### SAZKA
V roce 2011 se pod jeho vedením společnost SAZKA dostala do insolvenčního řízení a byl na ni prohlášen konkurz. V té souvislosti vyšlo najevo, že jeho roční mzda byla ve výši 15 milionů Kč (z toho asi jedenáct milionů tvořila základní mzda, zbytek byly různé nefinanční benefity, schvalované představenstvem společnosti). Také provoz jeho kanceláře, dvou aut Bentley, cesty letadlem, osobní kuchař či ochranka pohltily až 150 milionů Kč ročně. V případě odchodu ze společnosti by mu mělo být navíc vyplaceno odchodné v řádech desítek milionů Kč.

#### Čísla Aleše Hušáka v období Sazky
- Průměrný měsíční plat 5,6 miliónů Kč.
- Odstupné podle smlouvy 73 miliónů Kč, nebylo mu vyplaceno.
- Jeden koberec v Hušákově Sky Clubu 777 pod střechou Sazka areny stál 500 000 Kč.
- Za služební auta, včetně vozů Bentley a Hummer utratil 26 miliónů.
- Sochy a obrazy umístěné v Sazka areně stály 33 miliónů.
- Na mzdách utratil ročně 538 miliónů. Současný majitel Sazky se pohybuje na částce 213 miliónů.[4]

### Po krachu Sazky a volby do Senátu 2016
Po krachu Sazky se drží v ústraní. Část roku tráví na Menorce, kde má rozlehlou vilu a vinice. Kromě toho se angažuje v pohostinství a potravinářství.
Ve volbách do Senátu PČR v roce 2016 kandidoval jako nestraník za hnutí NEZÁVISLÍ v obvodu č. 25 – Praha 6. V rámci kampaně mimo jiné používal heslo „kulomet do každé rodiny“ na obranu proti migrantům, navrhoval rovněž zrušení všech mezinárodních smluv o ochraně přírody. Se ziskem 0,94 % hlasů skončil na posledním 10. místě a do druhého kola nepostoupil.